# 인구구조
다음은  인구구조(人口構造)에 대한 설명이다.
전체로서의 인구집단은 여러 가지 특질이나 경력·조건을 갖는 사람들로 이루어진다. 거기에는 남녀의 구별이 있는가 하면 청소년이나 노인도 있다. 혹은 직업이나 교육의 차이도 있다. 이와 같이 여러 특질·조건을 가진 사람들의 모임인 인구집단을 특정한 성질이나 조건으로 분류한 결과로서의 그 비율을 인구구조라고 한다. 인구과정이 인구현상의 동태·흐름을 나타낸다고 한다면 인구구조는 그 절단면(切斷面)이라고 할 수 있겠다. 우리는 인구구조를 봄으로써 그 사회의 구조적 특질이나 발전단계·수준을 알 수 있다.인구구조는 그 내부구조를 분류하기 위한 표지(標識)에 따라 ① 자연적 인구구조(남녀별·연령별·인종별 등) ② 사회적 인구구조(가구내의 지위별·배우관계별·국적별 등) ③ 경제적 인구구조(직업별·산업별·종업지위별 등) ④ 문화적 인구구조(종교별·언어별·교육력별 등)로 나뉜다.

## 성별 인구구조
성별 인구구조는 남녀별의 분류 표지에 의한 구조이다. 개인의 성별은 출생에서 결정되며 평생을 두고 변하지 않는다(성 전환 등의 특수한 사례를 제외하고는). 따라서 전입·전출이 없는 봉쇄인구에서는 성별 인구구조는 남녀의 어느 쪽이 많이 태어나고 어느 쪽이 각각의 연령에서 많이 사망하느냐로 결정된다. 인구 가운데에서 남자와 여자의 비율을 '성비(性比)'라고 하여 일반적으로 여자 1백명에 대한 남자의 비율로 나타낸다. 출생의 경우에 있어서의 성비는 어느 시대, 어느 사회에서나 대체로 105이며 이것은 거의 변하지 않는다. 개개의 경우에 있어서 남아가 태어나느냐 여아가 태어나느냐 하는 것은 불확실하나 전체적으로는 이 비율이 일정함을 발견한 사람은 영국인인 그론트(John Graunt)였으며 이 발견은 근대 통계학, 그리고 인구학 성립의 기초가 되었던 것이다. 출생에 있어서는 남자 쪽이 일반적으로 많으나 이것은 연령이 더함에 따라 그 반대가 되며 고연령층에서는 여자쪽이 많아진다. 이는 남자쪽의 사망률이 높기 때문이며 평균수명은 대체로 어느 나라나 여자쪽이 길다. 성비(性比)가 100, 즉 남자와 여자가 대체로 같은 수가 되는 것은 20세의 세대로서 그 이후는 남자가 적어진다. 따라서 인구 전체로서는 성비(性比)가 100 이하로 되는 것이다.근대화한 선진 제국에서는 대개 95 전후이며 구미 각국의 경우 영국이 98.5, 프랑스가 94.6으로 나타나 있으나, 대체로 일반적인 총인구에 있어서의 성비는 95에서 100사이라 하겠다. 따라서 이보다 낮거나 높으면 비정상적이며, 오늘날 독일 연방공화국이나 소비에트 연방이 특히 적은 것은 분명히 제2차 대전에서 다수의 남자가 전사했기 때문이라 하겠다. 그런데 이와는 반대로 아시아·아프리카의 저개발 지역에서는 남자의 비율이 매우 높은 나라가 있다. 이것은 여자의 유소년기(幼少年期) 및 출산기에 사망률이 높다는 이유도 있겠으나 또한 여자의 출생을 신고하지 않는 등의 인습적인 폐풍이 통계자료에 영향을 미쳤다고도 짐작할 수 있다.성비(性比)를 매우 혼란케 하는 요인으로는 '인구이동'을 들 수 있다. 남자의 전입, 여자의 전출이 매우 많아지면 성비도 따라서 높아지며 여자의 전입, 남자의 전출이 많아지면 성비도 낮아진다. 여자보다 남자쪽이 많이 이동함으로 이민을 많이 받아들이는 나라가 성비가 높다. 근대에 와서 이민을 가장 많이 받아들인 미국의 경우, 대체적으로 19세기부터 20세기 초엽까지 남자가 많아 1920년에는 106까지 올라가기도 했다. 그것이 이민의 억제와 함께 낮아지고 최근에 와서는 오히려 여자쪽이 많아지고 있다.우리나라의 출생성비의 추세를 살펴보면 1980년대 초반 106-107로 정상적인 출생성비를 나타냈으나 출산율 저하와 남아선호 경향에 의해 90년 116.6, 95년에는 113.4로 상당한 출생성비 불균형이 나타나고 있으며 이러한 경향은 갈수록 심각해지고 있다.

## 연령별 인구구조
연령으로 인구의 내부를 분류하고 그 비율을 나타낸 것이 연령별 인구구조이며 이것도 역시 성별 인구구조와 마찬가지로 사회의 특질을 나타내는 중요한 지표가 되고 있다. 연령은 남녀의 성별처럼 인간이 생물로서 지니는 현상이며 성별이 출생으로 정해지고 이후 죽을때까지 변하지 않음에 대해 연령은 인간의 성장하는 경과와 함께 증가한다. 또한 연령은 단순히 인간이 지니고 있는 자연적 현상이 아니라 인간의 사회적 지위·사회적 관계·사회적 역할을 규정하는 요인이 되기도 한다. 따라서 그 사회의 연령별 인구구조의 특질은 그 사회가 지니는 가능성이나 해결해야만 할 문제를 증가시키거나 그 사회의 장래의 발전동향을 규정하는 셈이 되기도 한다. 연령별 인구구조가 젊다는 것은 교육문제나 직업문제가 당면한 중요과제라는 점, 그리고 그것이 노령화한다는 것은 사회보장 등의 문제를 환기시킨다는 점 등으로 생각할 수 있다.연령별 인구구조의 표현방법으로서는 각 연령마다 그 인수(人數)를 나타내는 방법도 있고 특정의 연령간격(다섯살 계층별로 한다는 식으로)의 합계에 의해 나타내는 방법도 있다. 또한 유년기·청장년기·고령기의 3가지로 분류하여 나타내는 방법도 널리 쓰이고 있다.연령을 3단계로 구분하여 인구구조를 나탄내는 것은 인간의 사회적 활동이나 사회관계로 성립되고 있는 사회구조를 살피기에 유용한 방법으로서, 제1기의 유년기는 보호부양, 그리고 교육되어야만 할 단계이며, 제2의 청장년기는 사회적으로 생산활동을 할 수 있는 단계, 제3의 고령기는 생산활동에서 물러나 보호·부양을 받는 단계라고 하겠다. 이 3구분으로서는 연령적으로 0-14세, 15-64세, 65세 이상이라는 분류방법이 널리 채용된다. 이와 같이 유년기·고령기는 청장년기의 생산활동으로 보호·부양을 받는 단계이기 때문에 유년기 인구(소년 인구)와 고령기 인구 (노년 인구)의 합계와 청장년기 인구(생산연령 인구)에 대한 비율을'종속인구 지수(從屬人口指數)'라고 한다. 종속인구지수 ＝ (소년인구+노년인구/생산연령인구)연령별 인구구조는 직접적으로는 출생·사망·인구이동의 동향으로 변화한다. 이 가운데 연령구조에 직접으로 영향을 미치는 가장 큰 요인은 출생률의 변화라고 하겠다.

## 경제적·사회적 인구구조
경제활동이나 사회관계를 나타내는 인구구조의 주요한 것으로는 노동력별 인구구조, 산업별 인구구조, 취업 형태별 인구구조 등이 있다.

## 산업별 인구구조
취업자가 소속하고 있는 산업의 분류에 따라 그 비율을 나타낸 것이 산업별 인구구조로서, 이것도 역시 경제발전의 단계를 나타내는 중요한 지표가 되고 있다. 취업자가 소속하는 산업을 제1차 산업(농업·임업·어업), 제2차 산업(광업·건설업·제조업), 제3차 산업(상업·운수업·통신·서비스업·공무업)으로 분류하여 그 비율을 나타내는 방법이 널리 채용되고 있다. 일반적으로 경제의 발전에 따라 제1차 산업 취업자는 적어지고 제2차 산업이 많아지며 이에 대응하여 제3차 산업도 많아진다고 한다. 미국이나 영국 등에서 제1차 산업의 취업자를 보면 겨우 5-6%에 불과함을 알 수 있다.

## 문화적 인구구조
교육·문화에 관한 인구구조를 나타내는 중요 지표로 ① 문맹상태(읽고 쓰는 능력·식자력<識字力>), ② 교육상태(최종학력, 교육을 받은 연수 등), ③ 통학상태(통학·비통학의 구별) 등에 관한 것이 있다. 이 가운데 그 나라의 문화수준을 나타내는 중요한 지표로서 종종 식자율(識字率)이 거론된다. 우리나라의 성인식자율(成人識字率)은 90%이상으로 매우 높으며, 이탈리아(86%)·에스파냐(87%)·포르투갈(62%)보다 높다. 이 성인식자율(成人識字率)을 세계적으로 보면 한국을 비롯한 영국·프랑스·동독·서독·소련·폴란드·네덜란드·미국·일본 등 90-95%의 나라와 이탈리아·스페인·포르투갈·자유중국(대만)과 중공·멕시코 등 50-89%선의 여러 나라들 및 그 밖에 50% 이하(대개는 20% 전후)의 나라 등의 3군(群)으로 나뉜다. 그리고 제1군은 출생률이나 인구 증가율도 낮으며 제2군은 출생률이 제1군보다 약간 높다. 제3군은 출생률이나 인구증가율도 매우 높은 나라들이다.문화적 인구구조의 지표로서 신앙별·언어별(言語別) 등도 있다. 미국에서의 프로테스탄트·가톨릭·유태교 등에 의한 구별, 캐나다에서의 영어 사용 국민과 프랑스어 사용 국민, 인도에서의 언어·종교별 인구비율 등이 사회구조나 당면한 정치·사회문제의 입장에서도 중요시되고 있으나, 우리나라에서는 별로 문제가 되지 않고 있다.

## 같이 보기
- 인구 밀도
- 인구 증가